# Sausheim

Sausheim este o comună în departamentul Haut-Rhin din estul Franței. În 2009 avea o populație de 5.411 de locuitori.

## Evoluția populației
| An        | 1975  | 1982  | 1990  | 1999  | 2006  | 2009  |
| --------- | ----- | ----- | ----- | ----- | ----- | ----- |
| Populație | 4.940 | 4.737 | 4.748 | 5.470 | 5.299 | 5.411 |